# Christian Ried
Christian Ried (ur. 24 lutego 1979 roku w Biberach) – niemiecki kierowca wyścigowy.

## Kariera
Ried rozpoczął karierę w międzynarodowych wyścigach samochodowych w 1996 roku od startów w Global GT Championship. Z dorobkiem sześciu punktów uplasował się na 126 pozycji w końcowej klasyfikacji kierowców. W późniejszych latach Niemiec pojawiał się także w stawce FIA GT Championship, American Le Mans Series, Grand American Rolex Series, 24-godzinnego wyścigu Le Mans, Le Mans Series, Toyo Tires 24H Series-A6, Asian Le Mans Series, Intercontinental Le Mans Cup, FIA World Endurance Championship, French GT Championship oraz European Le Mans Series.